# Evangelischer Friedhof Friedrichshagen

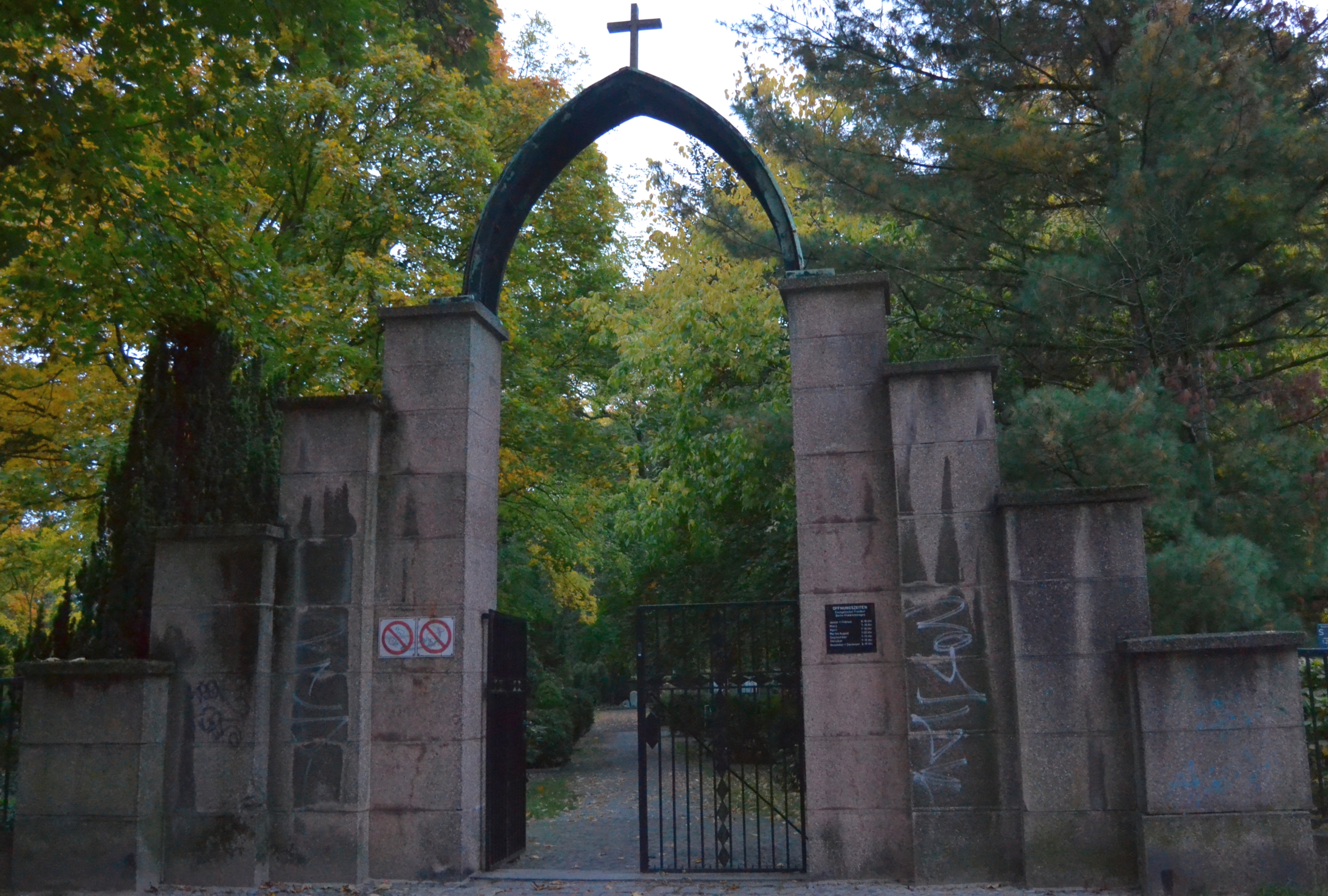
Haupteingang Aßmannstraße

Der Evangelische Friedhof Friedrichshagen ist der Friedhof der St.-Christophorus-Gemeinde im Berliner Ortsteil Friedrichshagen.

## Lage

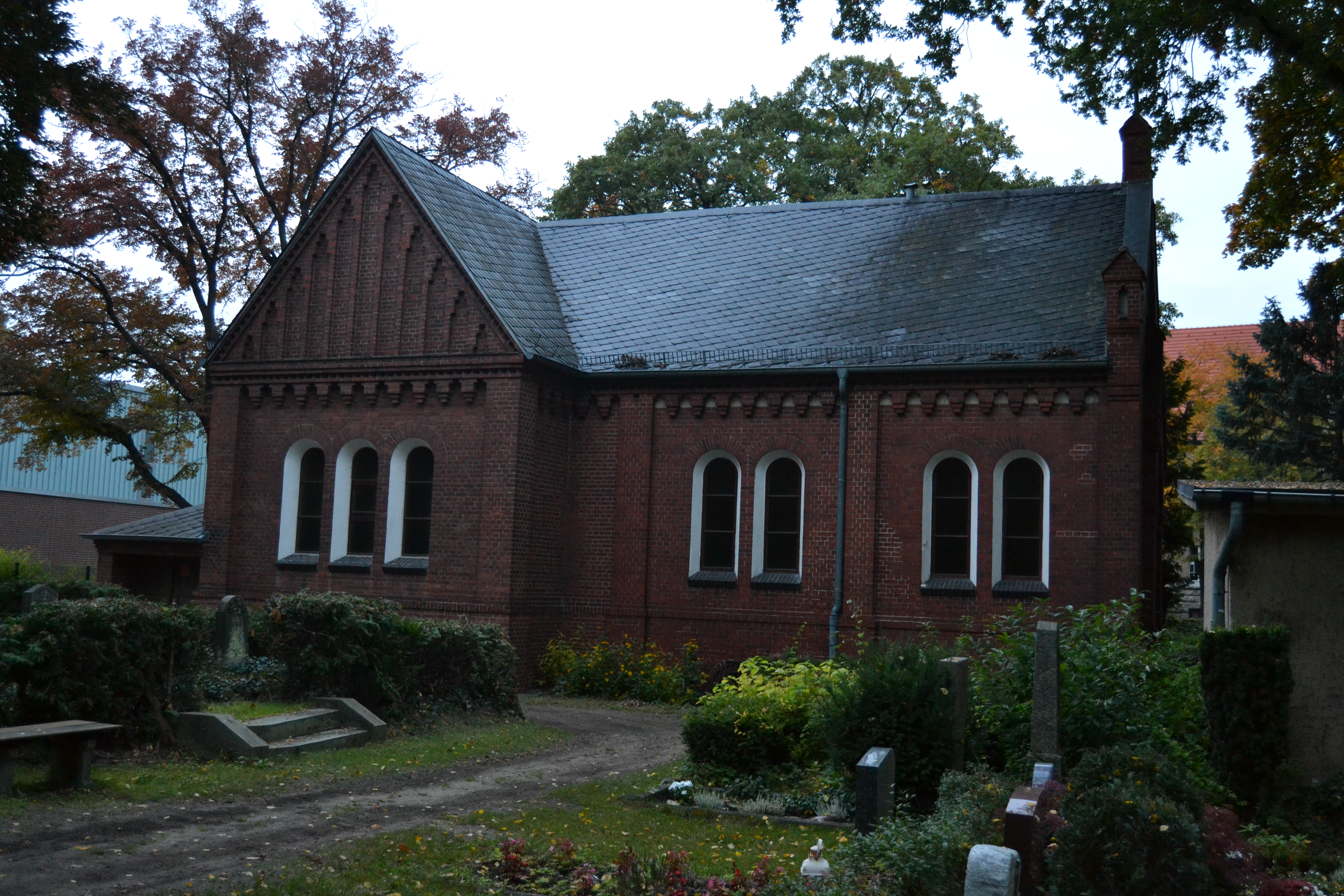
Friedhofskapelle

Der Friedhof wird im Norden von der Aßmannstraße und im Osten von der Peter-Hille-Straße begrenzt. Seine Fläche umfasst 6,5 Hektar. Er gehört seit 1995 zu den Berliner Gartendenkmalen.

## Geschichte
Der erste Friedrichshagener „Totenhof“ wurde 1765 erstmals erwähnt. Er lag hinter dem Küstergarten östlich der Bölschestraße auf dem Grundstück der heutigen Müggelsee-Schule in der Aßmannstraße 63. 1828 war er überfüllt und bot den jährlich etwa 30 Toten des Ortes keinen Platz mehr. 1831 schenkte deshalb der preußische König Friedrich Wilhelm III. der Gemeinde sechs Morgen Köpenicker Forstland zur Anlage eines neuen Begräbnisplatzes. Der neue Friedhof wurde am 17. Mai 1832 eingeweiht, die erste Beisetzung fand am 22. August 1832 statt. 1835 wurde der alte Kirchhof geschlossen. Die dort noch aufgefundenen Gebeine bettete man auf den neuen Friedhof um. 1881, 1898 und 1915 wurde der Friedhof erweitert. 1905 entstand eine kleine Friedhofskapelle, ein Backsteinbau in romanisierendem Stil, der 1925 nach Plänen des Architekten Friedrich Brinkmann neu gestaltet und erweitert wurde.

## Bestattete Persönlichkeiten
- Hermann Gladenbeck (1827–1918), Bronzegießer
- Felix Görling (1860–1932), Bildhauer und Maler
- Robert Thelen (1884–1968), Luftfahrtpionier
- Friedrich Loeffler (1885–1967), Orthopäde und Hochschullehrer
- Charlotte E. Pauly (1886–1981), Malerin und Grafikerin
- Wilhelm Zaisser (1893–1958); Politiker
- Hans Sachtleben (1893–1967), Zoologe
- Wilhelm Schäperclaus (1899–1995), Fischereiwissenschaftler
- Bernhard Nowak (1904–1985), Zeichner und Grafiker
- Lucie Groszer (1914–1997), Verlegerin
- Johannes Bobrowski (1917–1965), Schriftsteller (Ehrengrab des Landes Berlin)
- Margot Ebert (1926–2009), Fernsehmoderatorin
- Friedhart Klix (1927–2004), Psychologe
- Helmut Dziuba (1933–2012), Regisseur
- Ezard Haußmann (1935–2010), Schauspieler
- Hans Dieter Baroth (1937–2008), Schriftsteller
- Klaus Zeige (1940–2021), Toningenieur und Tonmeister
- Antje Garden (1951–1993), Fernsehansagerin
- Clemens Gröszer (1951–2014), Maler und Bildhauer
- Ralf Schenk (1956–2022), Journalist und Filmkritiker

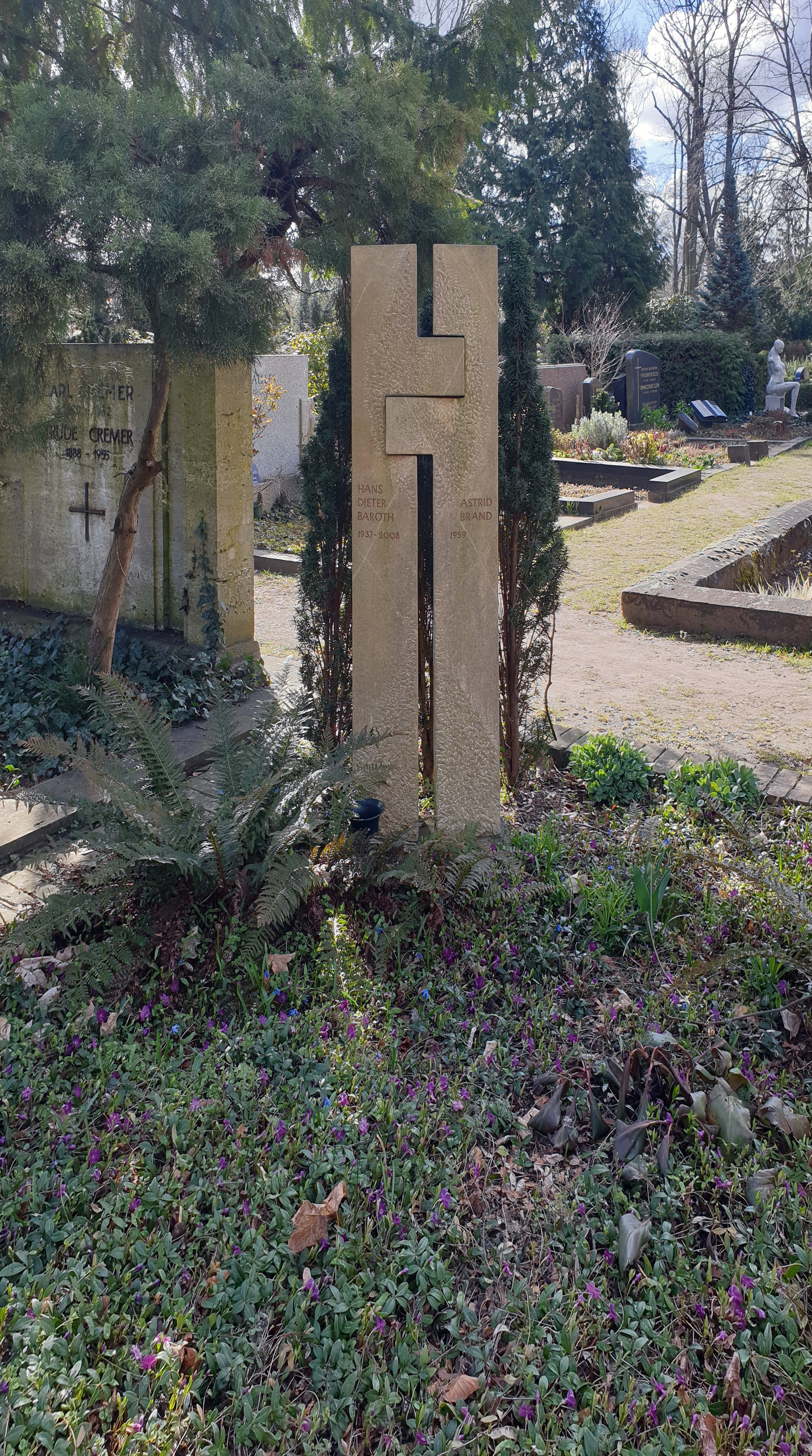
Hans Dieter Baroth
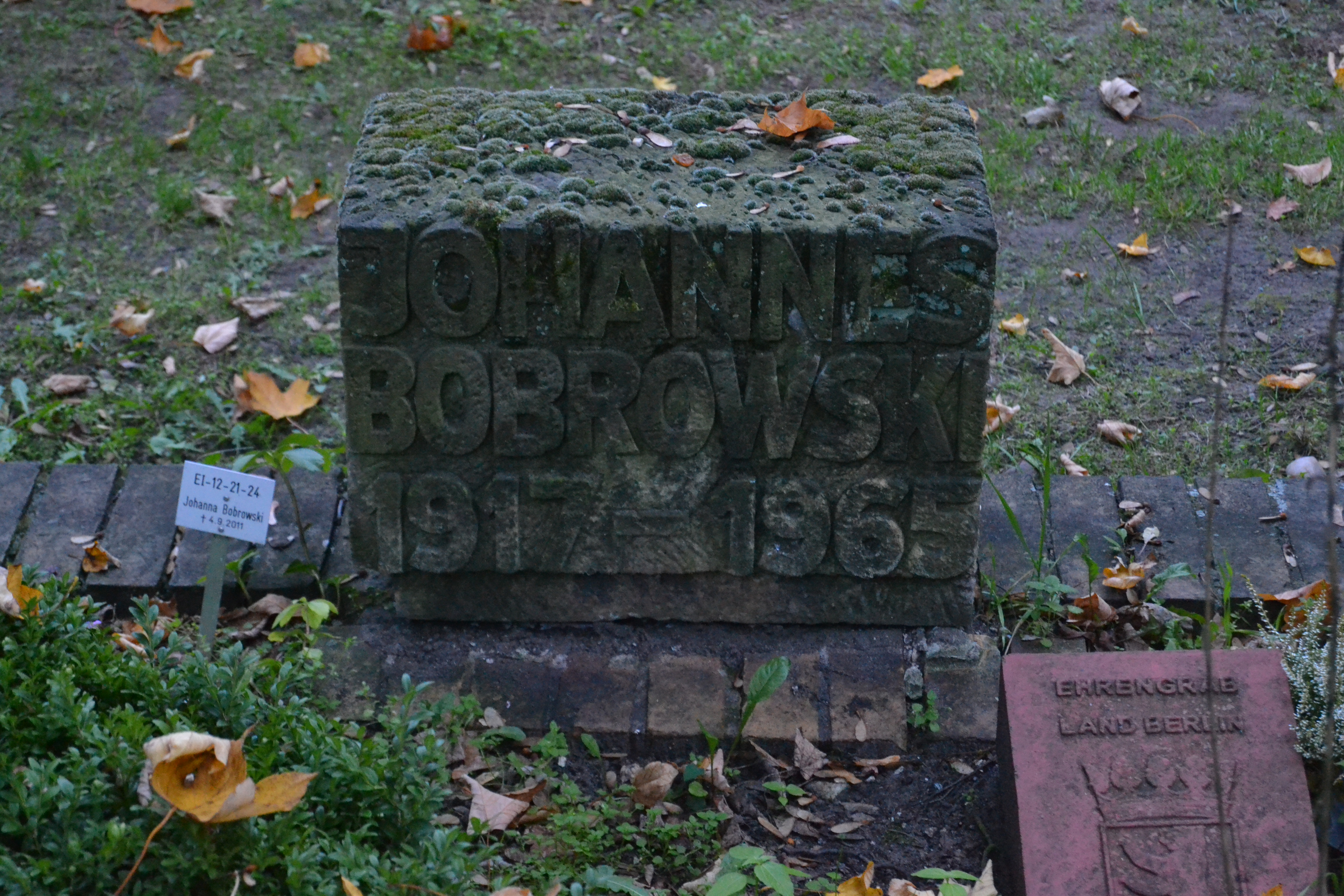
Johannes Bobrowski
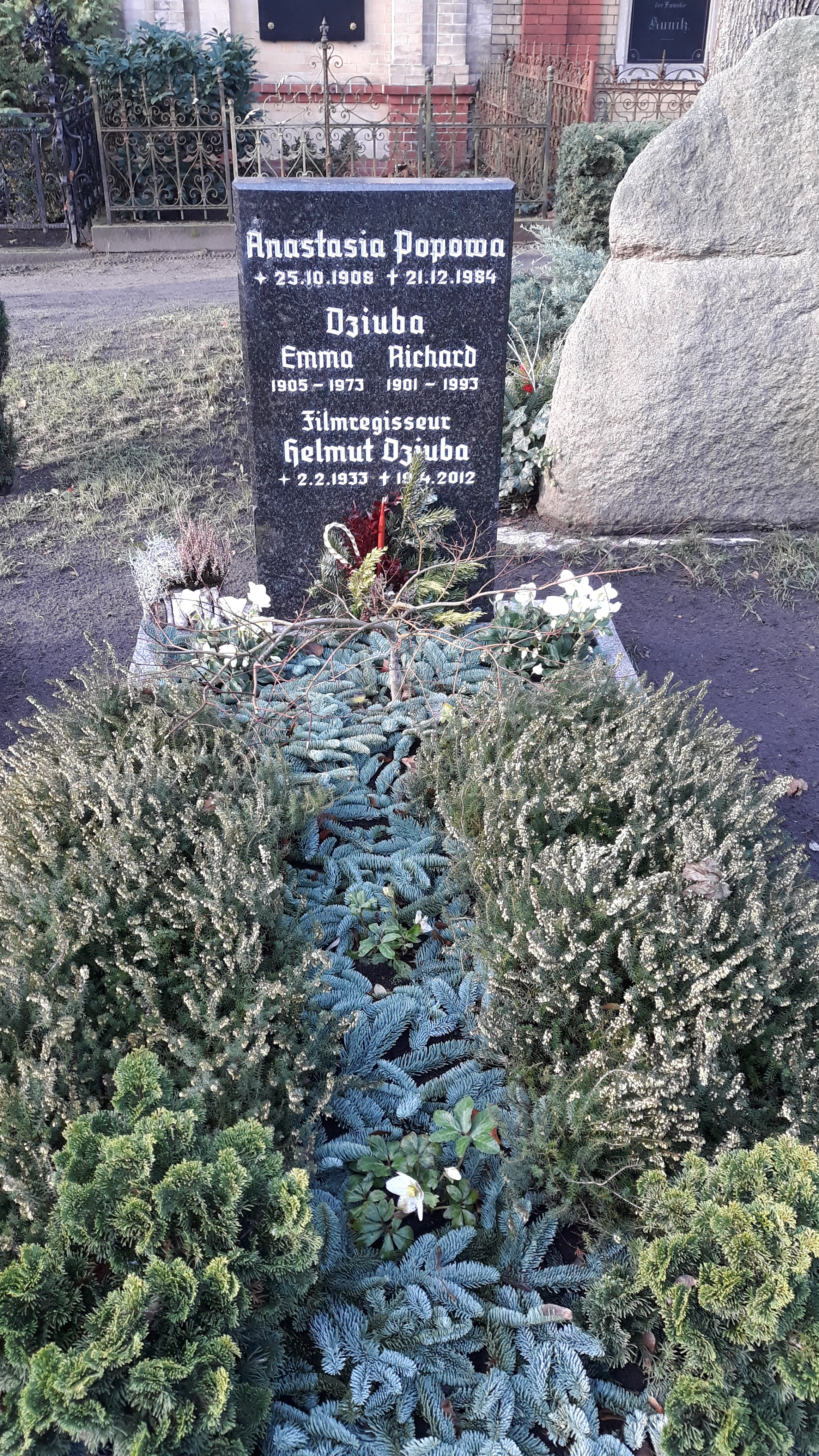
Helmut Dziuba
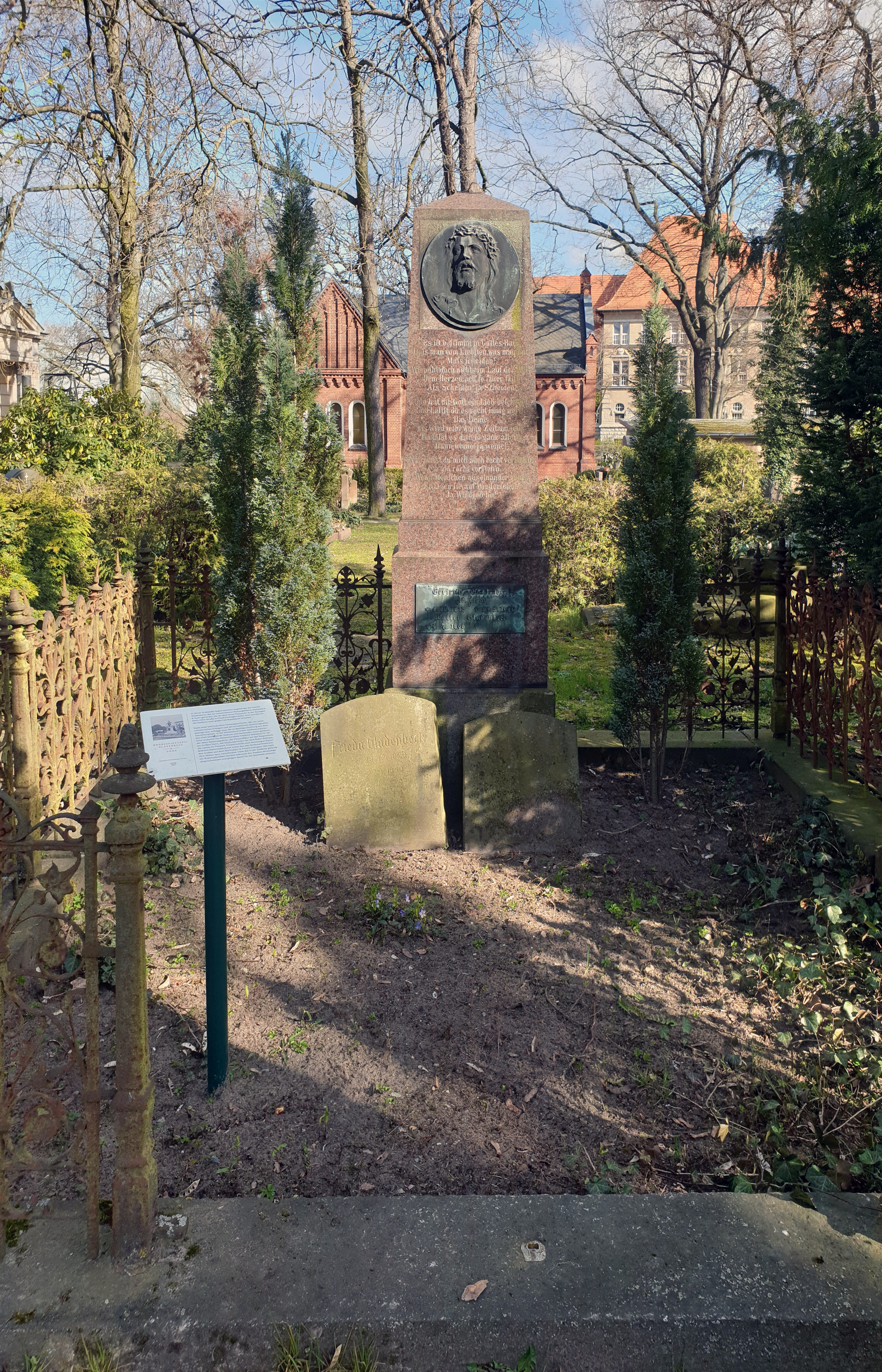
Hermann Gladenbeck
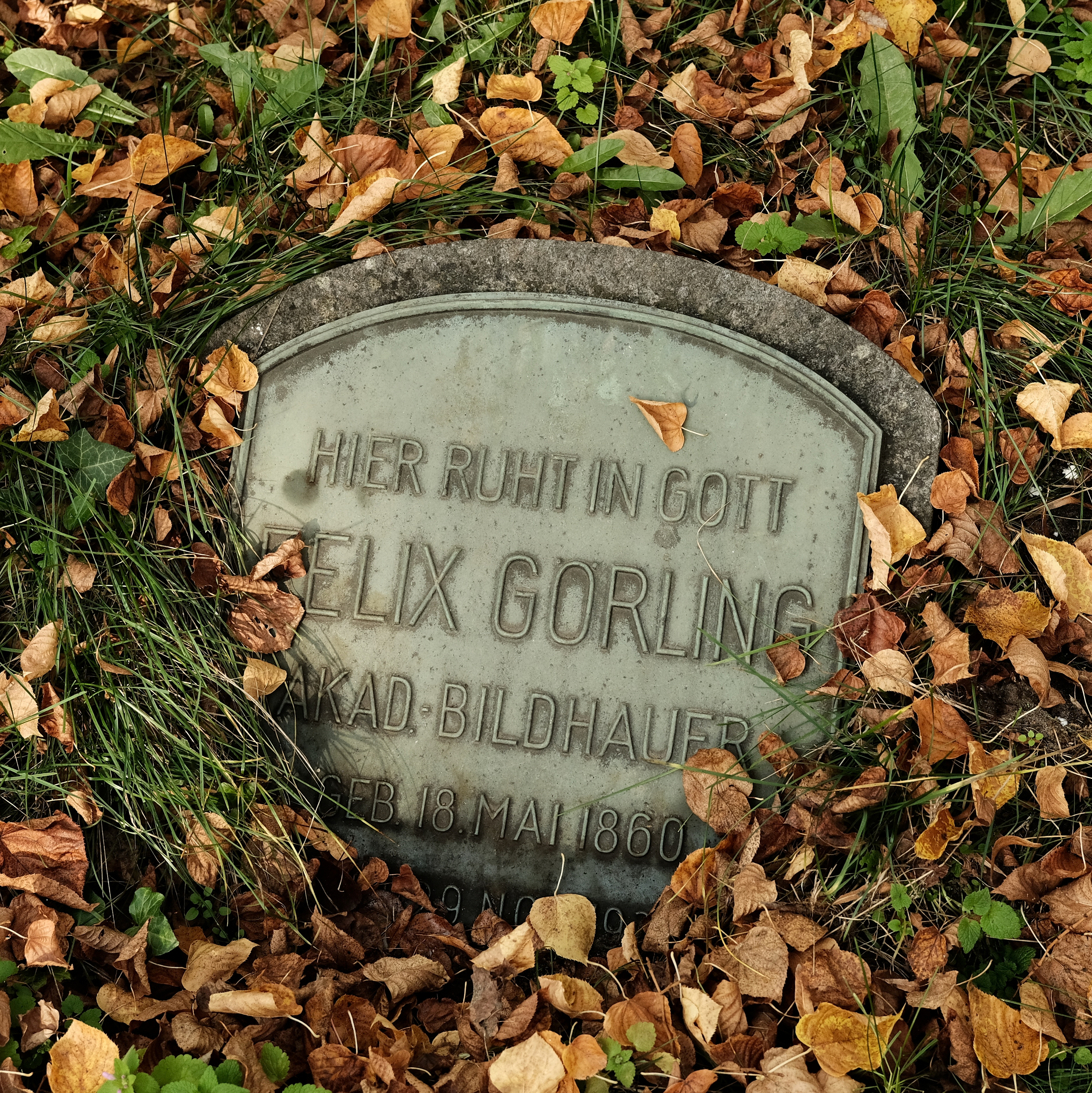
Felix Görling
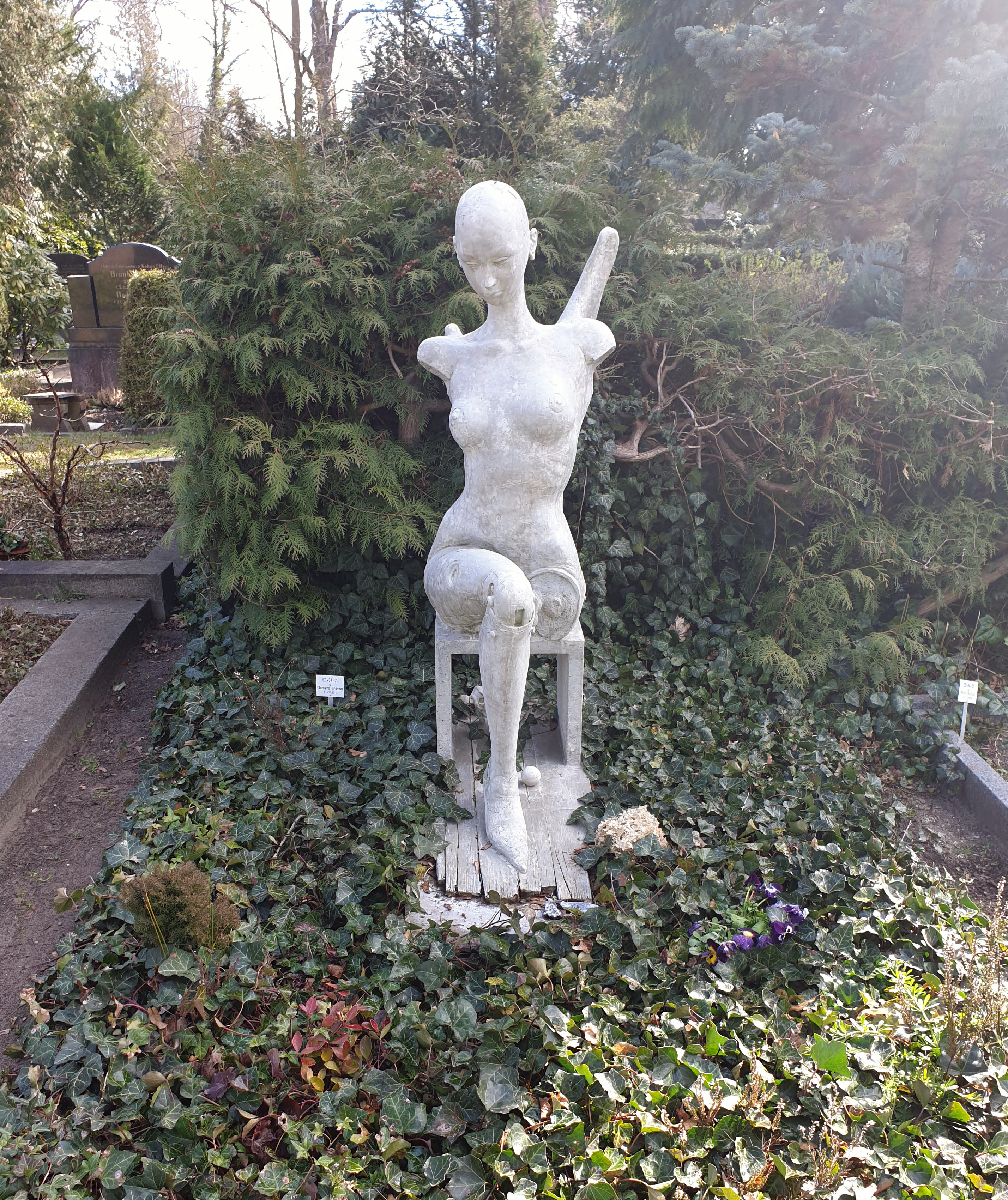
Clemens Gröszer
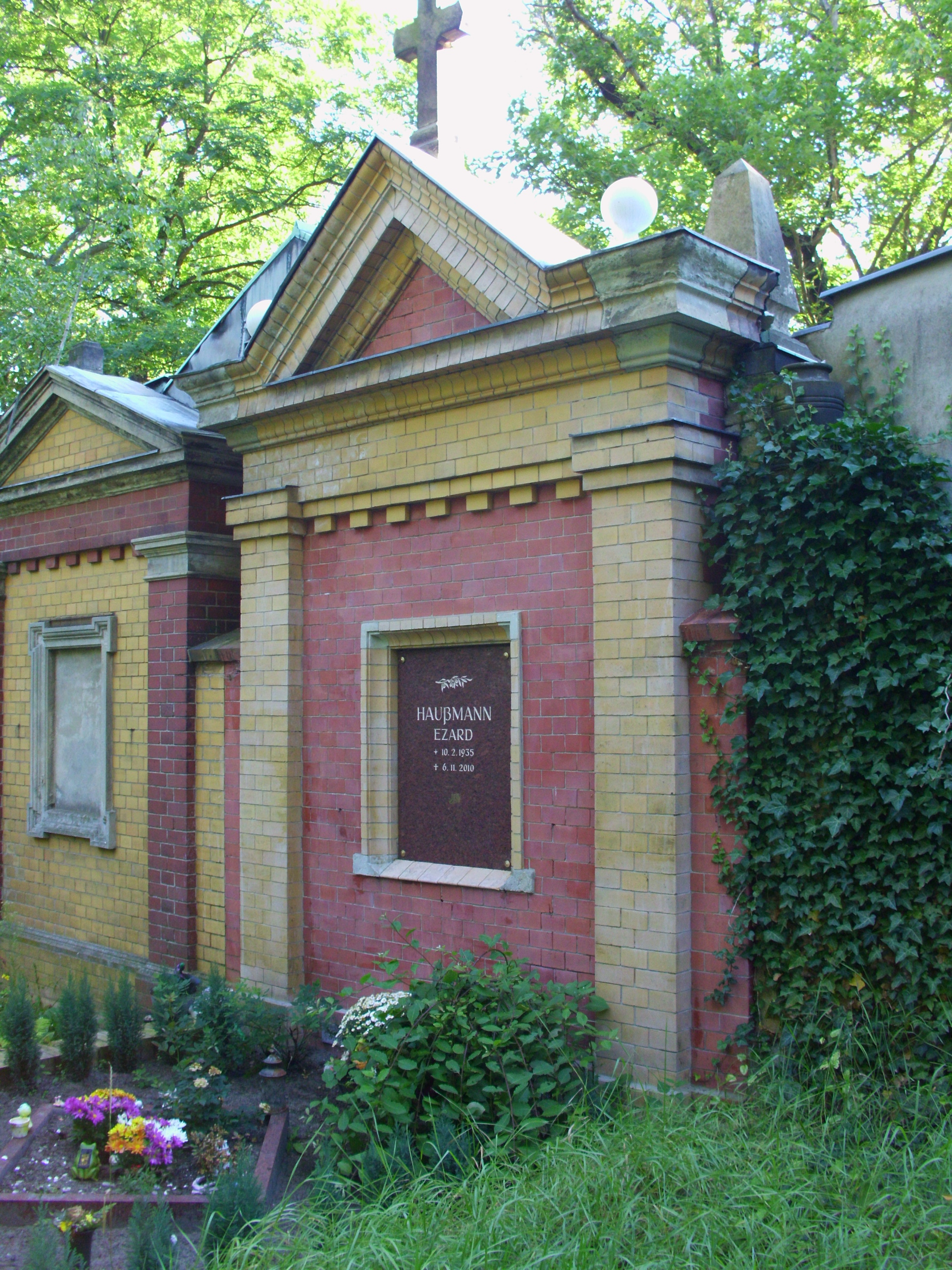
Ezard Haußmann
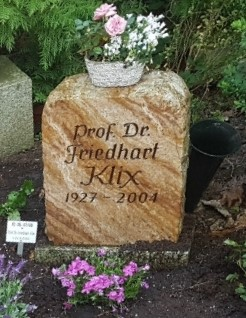
Friedhart Klix
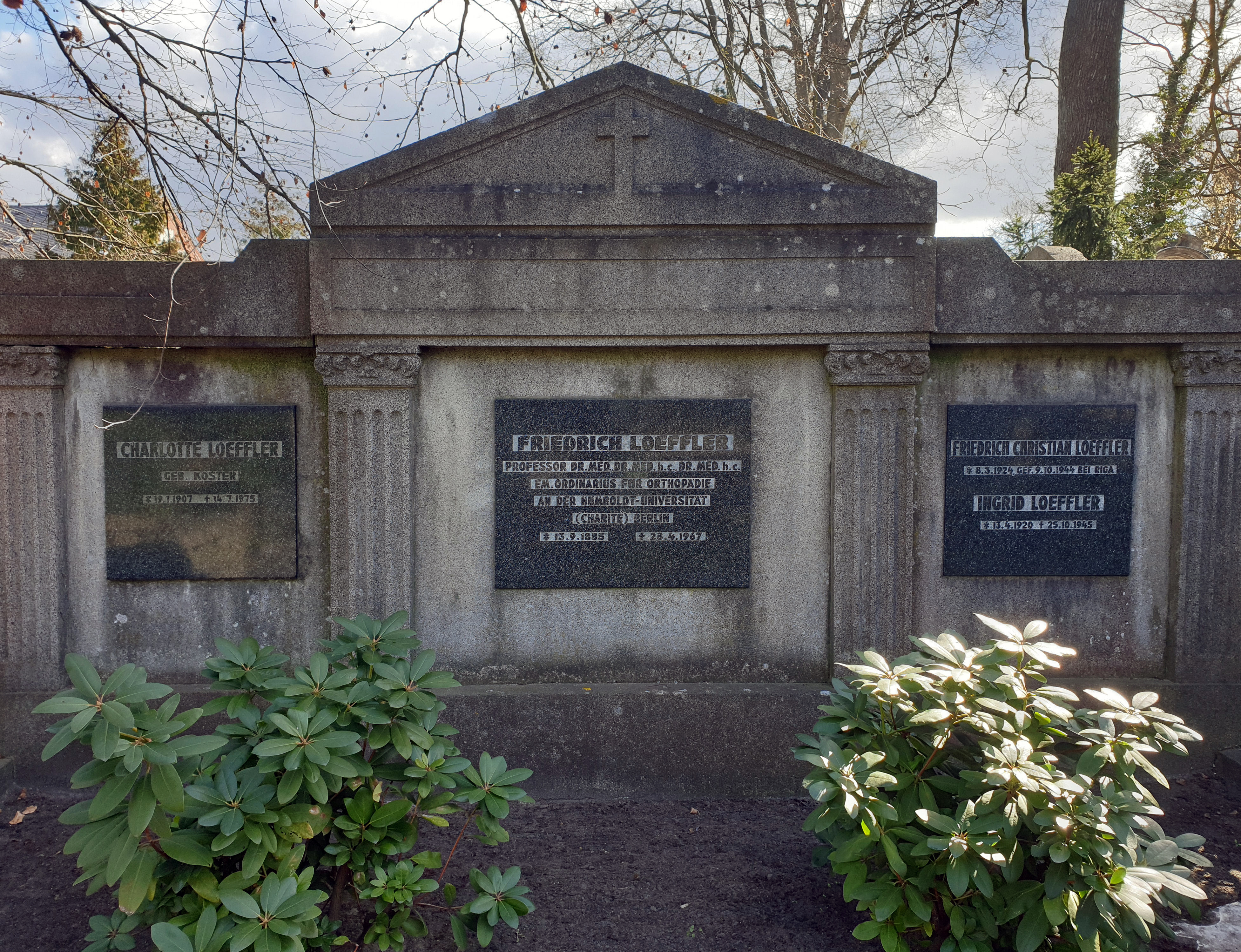
Friedrich Loeffler
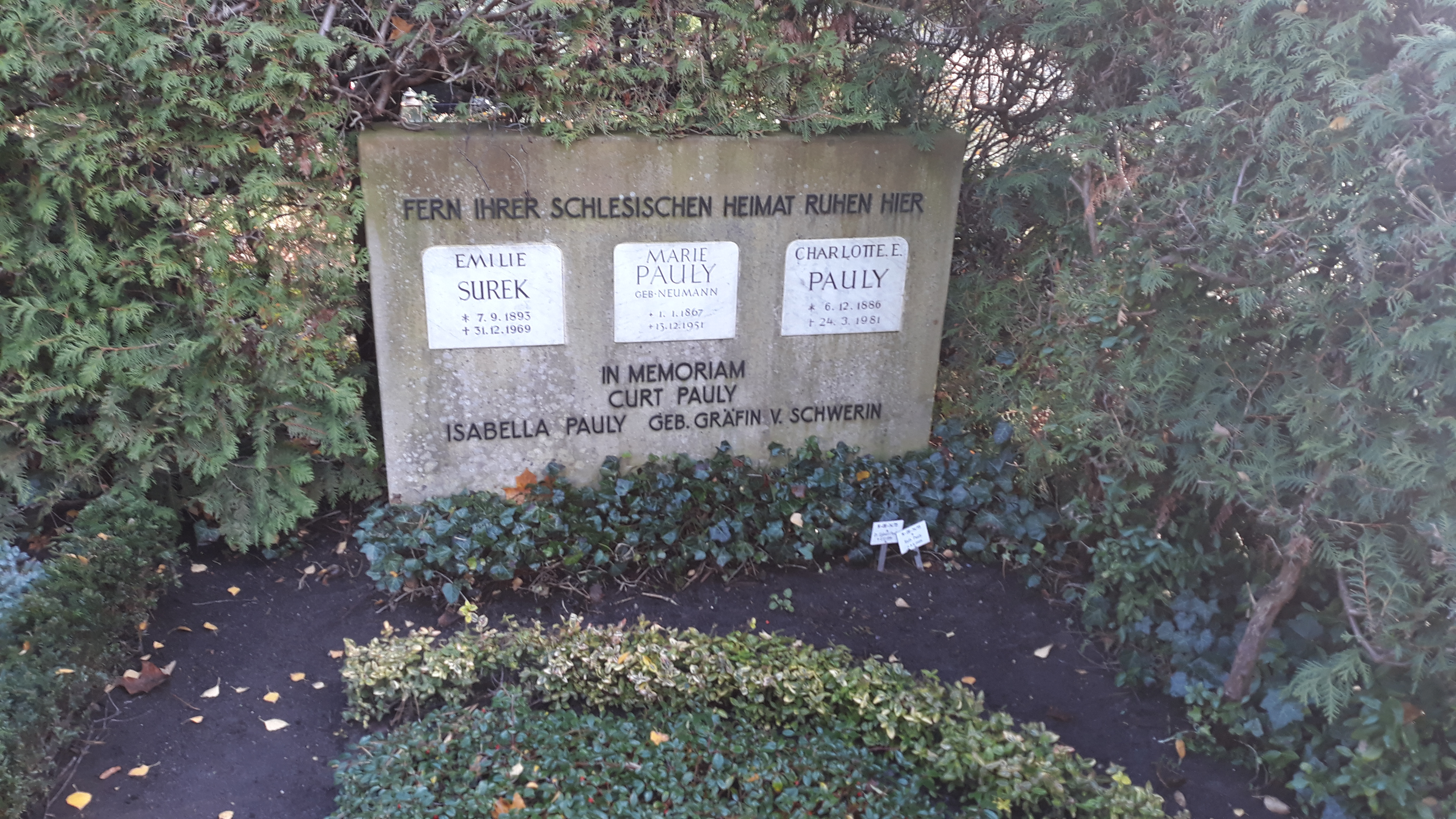
Charlotte E. Pauly
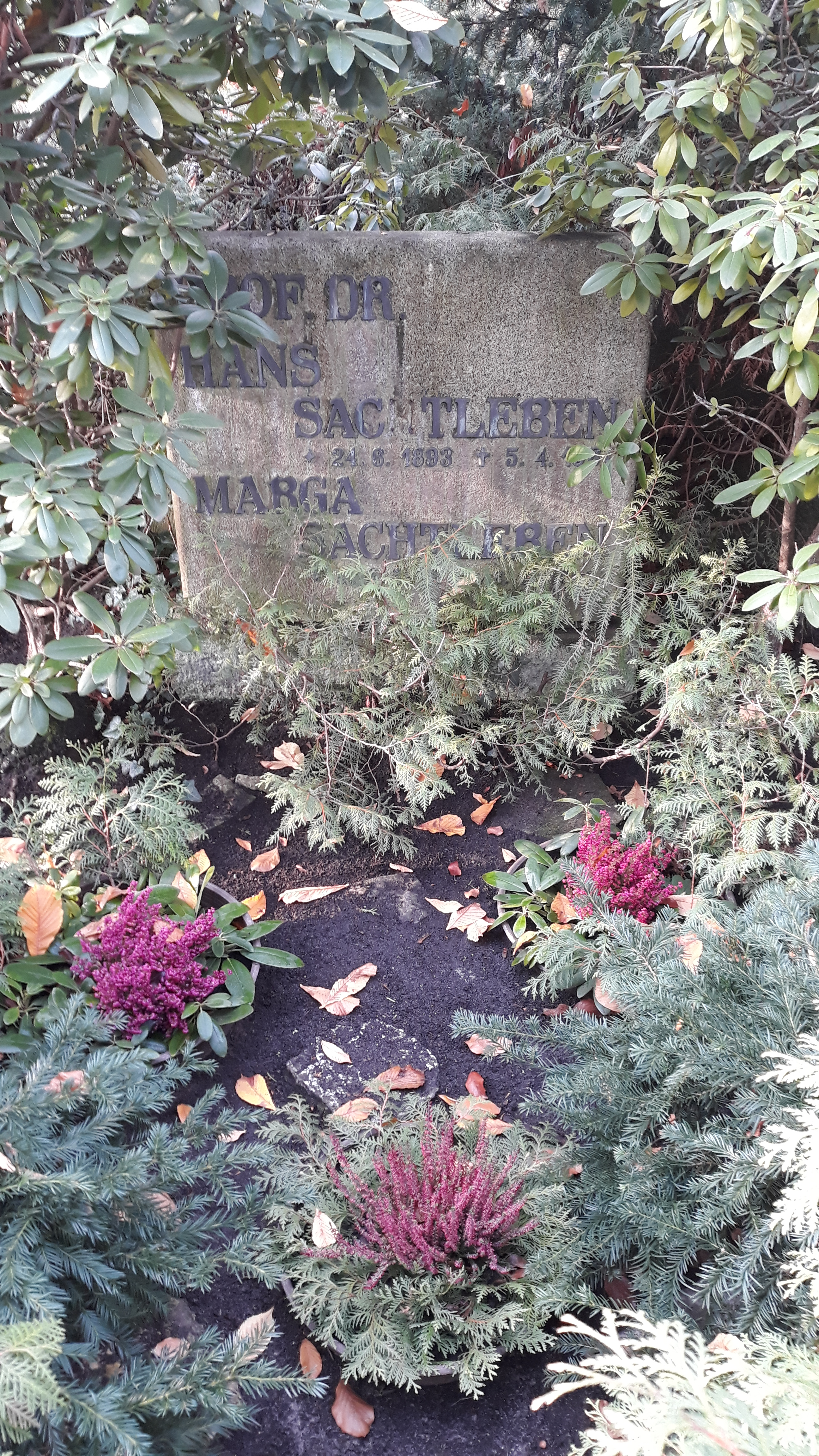
Hans Sachtleben
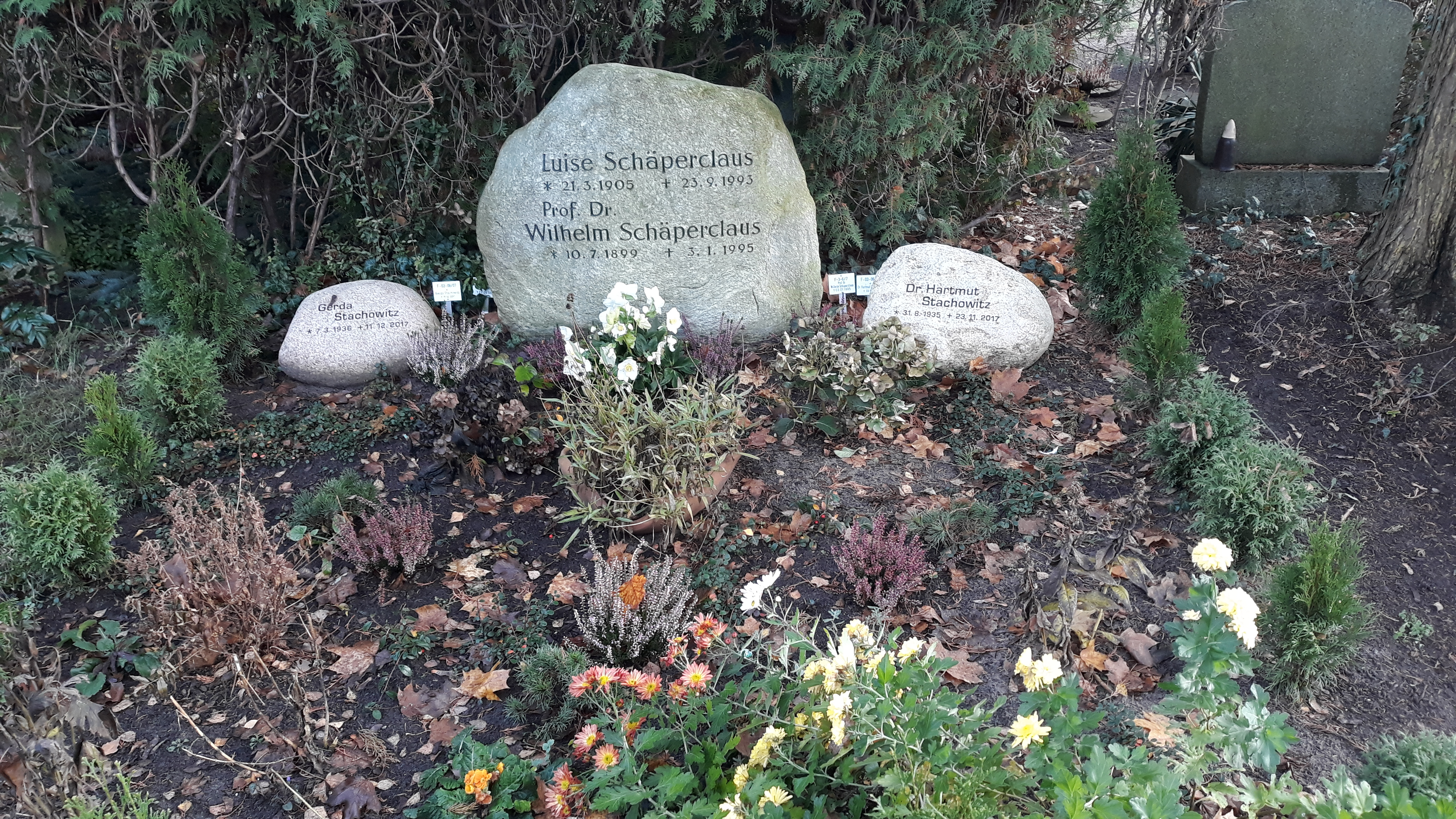
Wilhelm Schäperclaus
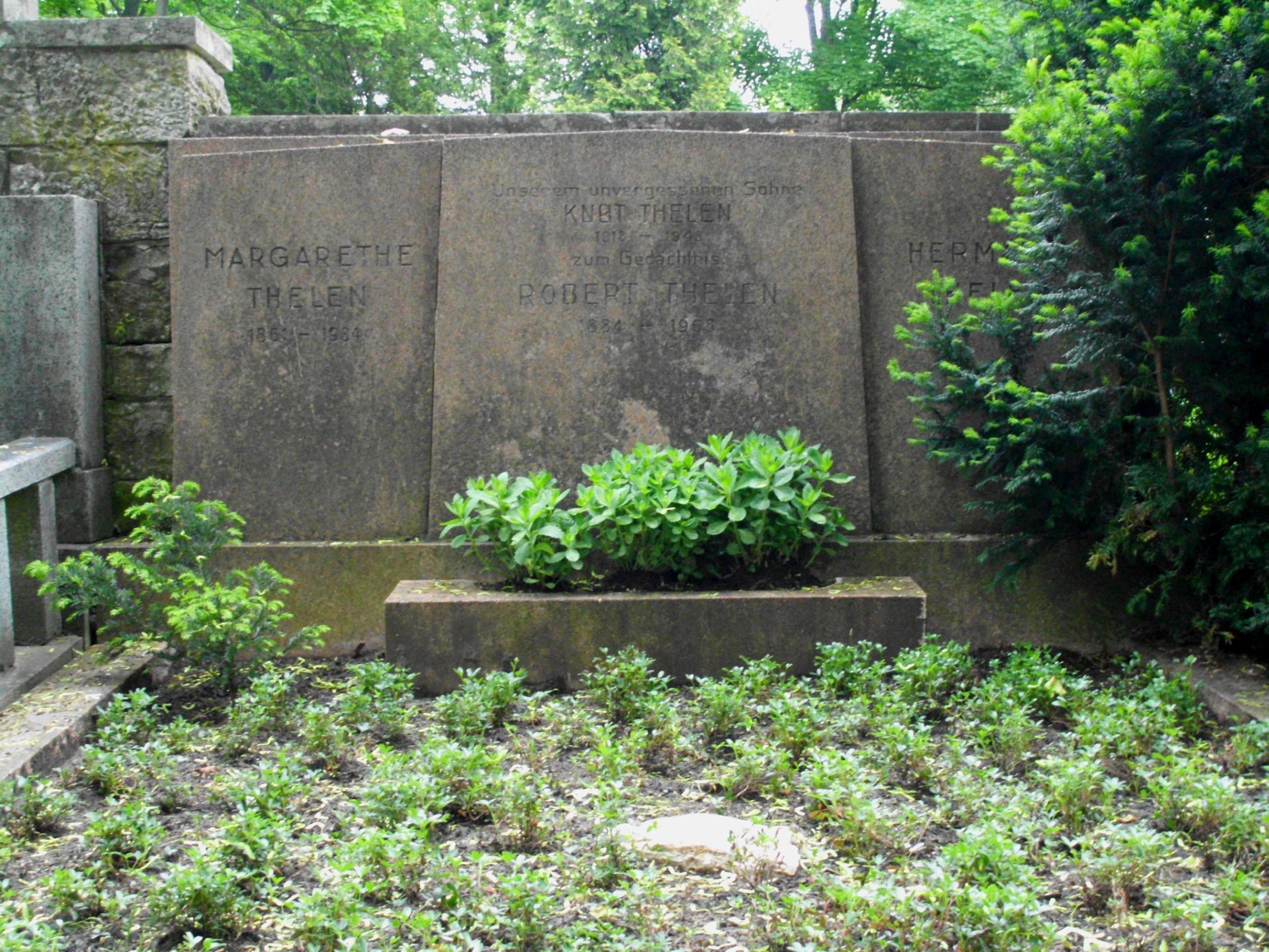
Robert Thelen

Auf dem Friedhof befindet sich eine Kriegsgräberanlage für die im Zweiten Weltkrieg Gefallenen und Kriegsopfer aus Friedrichshagen.